# ایمبولدنیا
ایمبولدنیا (به لاتین: Imbuldeniya) یک منطقهٔ مسکونی در سری‌لانکا است که در استان مرکزی (سری‌لانکا) واقع شده‌است.